# خانم پرستار در تیمارستان نظامی
خانم پرستار در تیمارستان نظامی (ایتالیایی: L'infermiera nella corsia dei militari) یک کمدی سکسی سبک ایتالیایی به کارگردانی ماریانو لائورنتی است که در سال ۱۹۷۹ منتشر شد.

## بازیگران
- نادیا کاسینی
- لینو بانفی
- آلوارو ویتالی
- کارین شوبرت
- نیه‌بس ناوارو
- کارلو اسپوزیتو
- جینو پانیانی
- انتسو آندرونیکو
- الیو زاموتو
- کارمن روسو
- لوچو مونتانارو